# I-45
I-45 (Interstate 45) — межштатная автомагистраль в Соединённых Штатах Америки, длиной 284,913 мили (458,52 км), расположенная целиком в штате Техас. Это самая короткая из основных межштатных магистралей (такими являются магистрали с одно- или двузначным номером, оканчивающимся на 0 или 5), а также единственная основная межштатная магистраль, находящаяся целиком в одном штате.

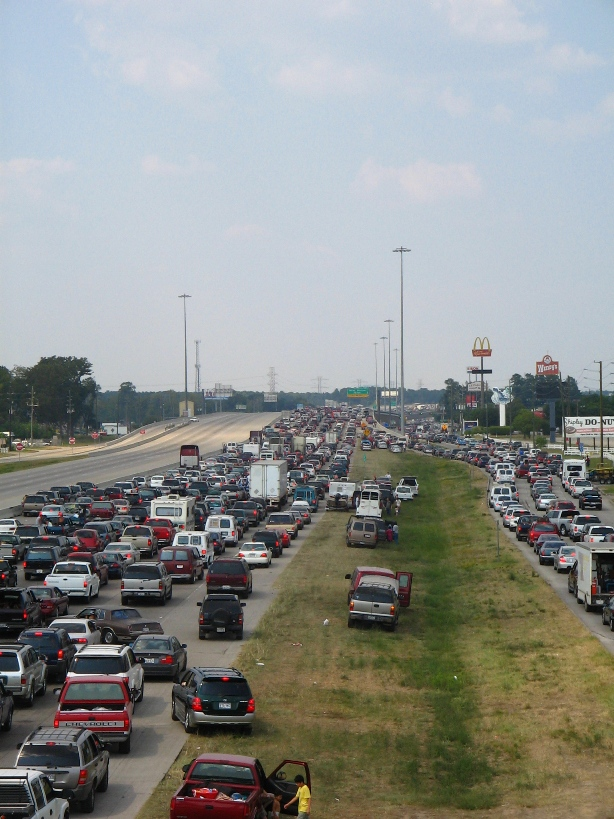
Эвакуация во время урагана Рита

| Штат  | миль | км  |
| ----- | ---- | --- |
| TX    | 285  | 459 |
| Всего | 285  | 459 |

## Маршрут магистрали

### Техас
Начало магистрали находится в Галвестоне, а конец переходит в магистраль I-345 в центре Далласа на пересечении с I-30.
Трасса стала печально известной в 2005 году, когда на побережье США обрушился ураган Рита. Тысячи жителей Хьюстона и окрестностей попытались одновременно использовать трассу для эвакуации, превратив её в одну гигантскую пробку. Заправочные станции на трассе быстро распродали все запасы бензина и многим водителям пришлось ночевать на обочине из-за того что в машине закончилось топливо. Дорога до Далласа в те дни занимала 24 часа вместо обычных четырёх. Даже использование встречной полосы фермерского шоссе 1488 не помогло разгрузить автомагистраль.
Участки автомагистрали около Хьюстона и Далласа имеют собственные названия. Так, южный участок от Хьюстона до Главестона носит название шоссе Мексиканского залива (Gulf Freeway), участок от Хьюстона до Конро называется Северное шоссе, а участок дороги между Ричландом и Далласом называется шоссе Джулиуса Шеппса. В Хьюстоне магистраль имеет выделенные полосы реверсивного движения для автобусов и автомобилей с большим количеством пассажиров.

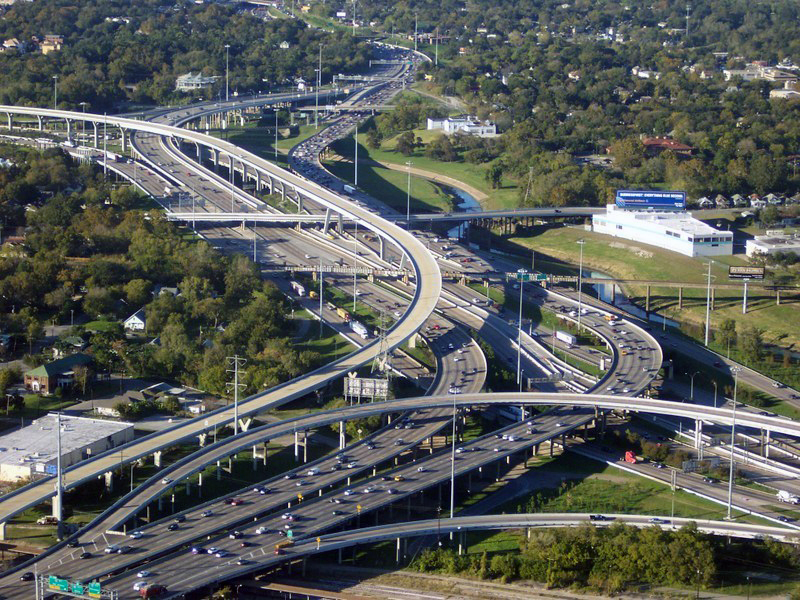
Развязка на пересечении I-45 и I-10 около даунтауна Хьюстона

## Основные пересечения
- I-610, Хьюстон
- US 90, альтернативный путь, Хьюстон
- US 59, Хьюстон
- I-10/US 90, Хьюстон
- I-610, Хьюстон
- US 190, Хантсвил
- US 190, Мэдисонвил
- US 79, Баффало
- US 84, Фэирфилд
- US 287, Корсикана
- I-20, Даллас
- US 175, Даллас
- I-30/I-345/US 75, Даллас

## Вспомогательные трассы
- I-345, Даллас